# Giovanni Andrea dei Bussi
Giovanni Andrea dei Bussi, ismert Johannes Andrea Vigevenusként is (Vigevano, 1417. július 14. – Róma, 1475. február 4.) olasz katolikus humanista és a reneszánsz püspöke. 

## Élete
V. Miklós pápa akolitusa volt, a korzikai Accia és Aleria Egyházmegye püspöke, a Vatikáni Könyvtár könyvtárosa és pápai titkára. A Vatikáni Könyvtár abban az időben korának egyik leggazdagabb könyvtárának számított.

## Tevékenysége
Nagy kódexgyűjteménye volt, 1468-tól pedig számos latin szerző művének első nyomtatott kiadását is ő szerkesztette a római tipográfusok számára, együttműködve Sweynheym és Pannartz nyomdászokkal, akiknek segített a latin és görög klasszikusok, az egyházatyák és a fő keresztény bölcsek kiadásában. 
A középkor mint fogalom az ő meghatározásában jelent meg először 1442-ben Historianum Florentini populi libri XII. című sorozatában, majd 1469-ben pápai követként Nicolaus Cusanushoz írt levelében.
Ő volt az első értelmiségi, aki elhatárolta magát a középkortól azzal, hogy a "Media Tempestas" lekicsinylő nevet adta neki.